# Otto Adam (Maler)
Otto Adam (* 26. November 1901 in Konstanz; † 3. April 1973 ebenda) war ein deutscher Maler.
Er gehörte bereits zu Lebzeiten zu den „von Publikum und Presse geschätzten“ Kunstschaffenden in der Region Bodensee, deren Kunstszene er in der 2. Hälfte des 20. Jahrhunderts wesentlich mitprägte. Adam war Mitglied der Sezession Oberschwaben-Bodensee (SOB) und Gründungsmitglied der Künstlervereinigung Der kleine Kreis. Zwar war er kein Mitglied der Badischen Secession, konnte sich aber an deren letzter Ausstellung 1951 als Gast-Künstler präsentieren. Adams Werke waren regelmäßig in Einzel- und Gruppenausstellungen zu sehen, auch überregional und im Ausland (Schweiz, Österreich und USA). Hauptberuflich arbeitete er fast vierzig Jahre lang als Lehrer für Kunst und Deutsch in verschiedenen badischen Städten. Seit seiner Frühpensionierung wegen der Folgen eines Schlaganfalls konzentrierte sich Adam auf seine Arbeit als freischaffender Künstler in Konstanz und erreichte den Höhepunkt seines Kunstschaffens. Viele seiner Werke befinden sich heute in Privatbesitz; einzelne gehören zum Bestand von Museen. Eine Monographie mit Werkverzeichnis erstellte Amelie-Claire von Platen 2011.
Stilistisch lässt sich Adam keiner spezifischen Richtung zuordnen. Adams Gesamtwerk zeigt sich in erster Linie geprägt von einer Reduktion der Form, wie Paul Cézanne, den Adam sehr schätzte, sie entwickelt hatte. Sein Werk blieb (neben vereinzelten Experimenten mit Gegenstandslosigkeit in der mittleren Schaffensphase) gegenständlich, löste sich aber von der mimetischen Darstellung. Farbe und Form folgen bildimmanenten Kompositionsnotwendigkeiten. Auch in der Zeit nach 1945 blieb Adam – entgegen der damals aktuellen Tendenzen zum Ungegenständlichen – dem Gegenständlichen verpflichtet. Hans Dürr bringt die Darstellungsform Adams mit dem Begriff der „Zwischenwelt zwischen Wirklichkeit und Abstraktion“ auf den Punkt. Adams Farbpalette ist tonig und wirkt gedeckt. Daher hat er zum deutschen Expressionismus „nur wenig Beziehung“.
Stillleben, Landschaft und Figurenbilder sind Adams bevorzugte Gattungen, daneben schuf er auch Genrebilder und Porträts. Sujets sind neben Menschen, Stühlen, Obst und Gemüse, Stadt- und Dorfansichten auch Tiere. Adam bezog sich bei der Auswahl häufig auf seine Heimat am Bodensee, so dass sich in seinen Werken vielfach Fische, Möwen, Tauben, Schiffe und Hafendarstellungen finden. Edgar Bruker nannte diese wiederkehrenden Elemente einmal „poetische Zitate bzw. Leitmotive“. Einen technischen Schwerpunkt im Werk bilden Ölmalerei, Aquarell und Gouache sowie Zeichnungen mit verschiedenen Materialien. Vereinzelt befasste sich Adam auch mit Drucktechniken und Collage, sowie, sehr selten, mit Malerei auf Keramik.

## Leben

### Kindheit und Jugend
Otto Adam wurde als Sohn des Buchdruckers Hermann Adam und dessen Gattin Josephine, geb. Bruker, geboren. Nach eigenen Angaben zeichnete und aquarellierte Adam an Sonntagnachmittagen in der Natur gemeinsam mit seinem Vater, der auf diese Weise sein Talent förderte. Die Vorfahren der Mutter, so Adam, hatten generationenlang als Steinmetze und Maurer an der Münsterbauhütte in Freiburg gearbeitet. Adams Grundschullehrer, Ludwig Friedrich Göbelbecker, sammelte die Zeichnungen seines talentierten Schülers und verfolgte dessen künstlerischen Werdegang. Von Platen hält fest, dass bereits die Arbeiten des jungen Adam sich als Darstellungen eigener Eindrücke zeigen, da sie wenig Übereinstimmung mit dem Naturvorbild aufweisen, sondern als in sich stimmige Kompositionen angelegt sind, die Empfindungen von Licht und Farbe ins Bild setzen.

### Studium in Karlsruhe und Freiburg
Nach dem Abitur in Konstanz 1920 studierte Adam von 1921 bis 1926 Malerei an der Badischen Landeskunstschule Karlsruhe (heute: Staatliche Akademie der Bildenden Künste Karlsruhe) und Germanistik in Freiburg (als zweites Lehramtsfach neben Kunst). Sein Staatsexamen als Kunsterzieher und Deutschlehrer für höhere Schulen absolvierte er bereits 1925, in Karlsruhe blieb er bis 1926. Die Akademie in Karlsruhe strebte zu dieser Zeit eine Verbindung von freier und angewandter Kunst an und war als dreistufiges Modell konzipiert: ein Jahr Vorbereitungsklasse, zwei Jahre Zeichen- und Malklasse, zwei Jahre Meisterklasse. Die Vorbereitungsklasse besuchte Adam bei dem Bildhauer Peter Paul Gilles, die Malklasse bei dem Maler und dortigen Professor August Babberger. Letzterer stellte die maßgeblichen Weichen für Adam, indem er für die Bildkomposition – ganz im Sinne der Moderne – lehrte, den Bildgrund nicht mehr zu einem dreidimensionalen Illusionsraum werden zu lassen, sondern ihn als plane, zweidimensionale Fläche zu sehen, wie dies dem Bildträger Leinwand entspricht. Diese Fläche sollte dann mit nicht-figurativen Elementen rhythmisiert werden. Adam schrieb über seinen Lehrer: „Während meines Studiums hatten [sic] nachdrücklichen Einfluss auf mein Werden der Maler Babberger, ein Vertreter anaturalistischer Malerei, im damaligen Karlsruhe der modernste und beunruhigenste [sic] Künstler.“ Von 1924 bis 1926 war Adam zunächst Meisterschüler von Albert Haueisen und nach dessen Ausscheiden von Hermann Goebel, die beide nachimpressionistisch malten.

### Anfänge als Lehrer, NS-Zeit und Zweiter Weltkrieg
1925 trat Adam, wie er sagte, erst nach langem Zögern, als Lehrer in den badischen Schuldienst ein und unterrichtete in verschiedenen Städten dieser Region (Bruchsal, Konstanz, Triberg, Ettlingen, Mannheim). 1932 unternahm er eine Studienreise nach Paris und heiratete Ilse Flemmer aus Essen. 1933 wurde seine Tochter Susanne geboren. 1936–1941 arbeitete er als Zeichenlehrer in Ettenheim (zwischen Freiburg und Offenburg gelegen). Dort kam es zu „schweren Konflikten mit dem Nazi-Regime“. Der daraus folgende Militärdienst führte ihn im Winter 1941/42 nach Frankreich, wo er während seiner Stationierung auch „Casinos ausmalte“, wie sich die Tochter erinnert. Außerdem malte Adam während des Kriegs in kleinen Formaten und fertigte Skizzen. Über den Militärdienst schrieb Adam: „[…] Wenn ich auch grundsätzlich gegen jedes Militärwesen eingestellt bin, so ist das Erstaunliche doch zuzugeben, dass der Dienst als Soldat in seiner Art schön sein kann echte Kameradschaft auf Stube und im Dienst Verbundenheit mit der Natur bei Wind und Wetter bei Tag und Nacht unvergessliche Eindrücke, strengste Zucht und wieder Gelöstheit wie sie ein ziviler Mensch niemals erleben wird [...]“. 1944 bis 1945 befand sich Adam in französischer Kriegsgefangenschaft.

### Nachkriegszeit und Lehramt in Ettenheim und Konstanz
Nach seiner Entlassung aus der französischen Kriegsgefangenschaft 1945 arbeitete Adam erneut als Zeichenlehrer in Ettenheim, jedoch besuchte er Frankreich im Laufe seines Lebens regelmäßig zu Studienzwecken. 1946 wurde sein Sohn Christoph geboren. 1948 kehrte Adam nach Konstanz zurück, zog in das zwischenzeitlich geerbte Elternhaus (Wallgutstr. 4) und wurde Mitglied im Konstanzer Kunstverein, für den er von 1953 bis 1970 im Vorstand tätig war. Da er von seiner Arbeit als Künstler nicht leben konnte, arbeitete Adam von 1948 an die folgenden zehn Jahre als Kunsterzieher am Heinrich-Suso-Gymnasium in Konstanz. Im Raum hinter dem Zeichensaal malte Adam an eigenen Werken, während seine Schüler die ihnen gestellten Aufgaben bearbeiteten. Es entstanden „vielbeachtete Ausstellungen von Schülerarbeiten“. Als Lehrer besaß er nach eigenem Bekunden nicht den Ehrgeiz, die „Buben zu plagen, […] in alle vier Himmelsrichtungen richtig abzeichnen zu lassen.“ Denn dies hielt er für „Zeitvergeudung“, sein Ziel war es vielmehr, in seinen Schülern die Begeisterung für Kunst zu wecken.
1951 konnte Adam als Gast der Sezession Oberschwaben-Bodensee (kurz: SOB) ausstellen, 1953 wurde er als Mitglied aufgenommen und beteiligte sich von nun an bei jeder Ausstellung der SOB.

### Frühpensionierung und Konzentration auf das eigene Werk
Mit dem Eintritt in die Frühpensionierung 1961 nach einem Schlaganfall 1959 widmete sich Adam, trotz zunehmend schwerer Erkrankung, verstärkt seinem eigenen künstlerischen Schaffen. Wegen Adams künstlerischer Unbeirrtheit trotz der Repressionen des NS-Regimes wie der eigenen körperlichen Einschränkung sprach Hans Dürr von „einer Art von Werkbesessenheit, die ihn auch noch bis in die letzten Tage hinein erfüllte“. 1962 wurde Adam Gründungsmitglied einer kleinen Gruppe von Malern und Bildhauern vom Bodensee, die sich der kleine Kreis nannte und bis 1972 bestand. Außerdem arbeitete Adam 1963 und 1968 für die Wessenberg-Gemäldegalerie (heute: Städtische Wessenberg-Galerie) in Konstanz als Kurator und kümmerte sich um den Erhalt der Sammlung.

## Werk
Den nachfolgenden Bezeichnungen der Schaffensphasen Adams liegt die Einteilung von Amelie-Claire von Platen zugrunde, da sie die einzige derzeit vorliegende Monographie zu Otto Adam schrieb. Von Platen unterscheidet in ihrer Monographie zu Otto Adam vier Phasen. Deren Beginn verknüpft sie zwar jeweils mit biographischen Umbrüchen, arbeitet dann jedoch die stilistischen Unterschiede heraus.

### Anfänge (bis 1926)
Der junge Adam hält in seinen Arbeiten die Wirkung von Licht und Farben fest. Von Platen resümiert, er habe in dieser Zeit bereits gezeigt, dass es ihm in erster Linie darum ging, ein stimmiges Ganzes zu schaffen und weniger darum, detailgetreue Darstellungen zu erzeugen. Neben Zeichnungen und Aquarellen fertigt Adam nun bereits Ölgemälde, die in impressionistischer und pointillistischer Manier gestaltet sind. In den Zeichnungen fällt auf, dass der junge Künstler die Darstellung von Perspektive, sowie von Mensch und Tier beherrscht. Im Studium in Karlsruhe lernte Adam drei Jahre lang in der Malklasse bei August Babberger nicht-figurativ zu arbeiten und den materiellen Grund in seiner Eigenschaft als flach im Bildgrund widerzuspiegeln. Als Meisterschüler bei Haueisen und Goebel hingegen sollte er, wie bereits in seinem Vorbereitungsjahr bei Gilles, nach der Natur malen. Erst auf der Suche nach dem eigenen künstlerischen Weg wird Adam wieder an das bei August Babberger Gelernte anknüpfen.

### Frühwerk (1927–1948)
Den Beginn des Frühwerks setzt von Platen mit dem Abschluss Adams an der Badischen Landeskunstschule in Karlsruhe an. Adams Werke zeigen sich in den 30er Jahren beeinflusst vom französischen Impressionismus, der ihm durch seine Professoren Haueisen und Goebel vermittelt worden war. Die Zeichnungen aus dieser Zeit sind nach und vor der Natur gearbeitet, was besonders an den Zeichnungen zu erkennen ist. Einen eigenen Stil hatte Adam noch nicht gefunden, als 1933 Hitler die Macht ergriff. Durch die Kulturpolitik der NSDAP geriet die Kunst des als „Erbfeind“ angesehenen Frankreich, insbesondere der Impressionismus, „formal wie inhaltlich“ in Kritik. 1933 wurde Adams Lehrer und künstlerisches Vorbild, August Babberger, an der Karlsruher Akademie entlassen, da dessen Werke als „entartet“ galten. Adam ordnete sich der repressiven Kulturpolitik im Nationalsozialismus unter. Von Platen wertet dies als „oberflächliche Anpassung […] aus dem Zwang zu überleben“. In der Folge zeigen Adams Zeichnungen von 1933–1936 fast ausschließlich seine kleine Tochter und zwar, wie von Platen schreibt, in einem „dokumentarisch wirkenden“ Stil. Außerdem fertigte Adam Genrebilder in Öl, als Aquarell und Gouache, die die Arbeit der Bauern im ländlichen Umfeld Ettenheims zeigten. Wie bei seinem ehemaligen Lehrer Hermann Goebel finden sich zu dieser Zeit ebenfalls Landschaftsbilder. Nach Ende des Zweiten Weltkriegs vernichtete Adam viele seiner Ölbilder und Aquarelle aus den 1930er und 40er Jahren.
Während seines Kriegsdienstes und seiner Gefangenschaft in Frankreich schuf Adam 115 Zeichnungen und Aquarelle mit idyllischen Dorf- und Stadtlandschaften sowie einigen Personenstudien, die naturalistisch gehalten sind und nach von Platens Einschätzung als „biografische Skizzen“ dienen sollten. Die Arbeiten aus der Kriegsgefangenschaft liest von Platen als zeitgenössische Dokumente für den humanen Umgang mit den Gefangenen im Kriegsgefangenenlager. Die Blätter aus den Kriegsjahren gaben Adam in späteren Schaffensjahren Anregung und flossen motivisch in sein Werk ein.

### Mittleres Werk (1948/49–1959)
Den Beginn des mittleren Werks setzt von Platen mit dem Umzug Adams von Ettenheim nach Konstanz an; ein Zeitpunkt, der für ihn – nach dem Ende des NS-Regimes – wiedergefundene künstlerische Freiheit bedeutet habe. Motivisch treten nun Genrebilder und Akte in den Vordergrund. Eine kritische Aufarbeitung der Zeit des Nationalsozialismus ist in Adams Werk nicht zu entdecken. Auch finden sich keine zeitgeschichtlich motivierten Inhalte, wie Zerstörung oder existenzielle Not. Adam konzentrierte sich stattdessen auf nun wieder mögliche modernistische konzeptionelle Fragen der Bildgestaltung, Farben und Form betreffend. In diesem Zusammenhang sind auch die in dieser Zeit ins Werk tretenden Collagen aus geschnittenem, buntem Papier und die druckgraphischen Arbeiten zu sehen. Da das Gestalterische im Vordergrund stand, sind auch die Werke, die vor der Natur entstanden als „Übersetzungen“ des in der Realität Gesehenen zu qualifizieren.
Die mittlere Schaffensphase erscheint insgesamt als eine Zeit des Experimentierens auf der Suche nach dem eigenen künstlerischen Ausdruck, wobei Adam Anregungen aus den Werken stilistisch sehr unterschiedlich arbeitender Künstler erhielt: Zu Beginn der 50er Jahre etwa gewann Adam Inspiration aus den gegenständlichen Werken von Henri Matisse, die über Farbflächen komponiert sind und die Adam in Ausstellungen nach dem Krieg sehen konnte. In der Folge befreite Adam die Farbe in seinen Bildern von der Aufgabe, Lokalfarbe zu sein und verwandte sie stattdessen, um Tiefenwirkung zu erzielen. Durch die Bilder von Édouard Manet angeregt, erprobte Adam, mittels Farbe Atmosphäre im Bild zu schaffen. Die Gemälde von Max Beckmann animierten ihn, sich mit dem Einsatz von Linie und Perspektive auseinanderzusetzen, insbesondere die kantige Linienführung und die Betonung der Umrisslinie bei Beckmann flossen nun in Adams Werk ein. Durch den italienischen Stillleben-Maler Giorgio Morandi wurde Adam in Bezug auf die Flächigkeit der Darstellung nachhaltig beeinflusst. Ab Mitte der 50er Jahre experimentierte Adam in wenigen Aquarellen, Pastellen und Kreidezeichnungen mit gegenstandsloser Darstellung, welche der avantgardistischen Kunst der Nachkriegszeit entsprach, für die angesichts des Grauens durch die Nationalsozialisten die Zeit des Erzählens vorüber war. Doch auch der figurative Adam erzählt nicht. „Denn die Gegenstände haben hier nicht mehr ihren Eigenwert, sondern sind nur Möglichkeiten für den Maler, seine künstlerische Phantasie auszuleben.“ Ende der 50er Jahre bezog sich Adam erneut auf Matisse, als er dessen Scherenschnitte aufgriff, indem er buntes Papier schnitt, zu Bildelementen zusammenfügte und auf Papier klebte. Adam verwendete für diese Collagen reduzierte Formen, die aus dem Bildgrund ohne Zuhilfenahme von Umrisslinien, rein aus der Farbfläche heraus, zu Motiven figurieren. Auf Darstellung von Raum verzichtete Adam hier gänzlich. Insofern scheinen die Collagen bereits die flächige Wirkung im Spätwerk vorwegzunehmen.

### Spätwerk (1960–1973)
Den Beginn des Spätwerks setzt von Platen nach dem Schlaganfall Adams an, der zu dessen Frühpensionierung führte, die Adam wiederum die Konzentration auf seine Arbeit als freischaffender Künstler ermöglichte. Die Arbeiten aus dem Spätwerk werden als Höhepunkt in Adams Schaffen gesehen, sie sind es, die „ihm heute seinen Platz in der regionalen Kunstgeschichte einräumen“. In dieser Phase entstand mehr als die Hälfte seiner Ölbilder; Landschaftsdarstellungen und Stillleben überwiegen. Formal werden die einzelnen Elemente im Bild nun immer seltener in gegenseitiger Überschneidung platziert, der Raum im Bild schwindet, Vorder-, Mittel- und Hintergrund verschmelzen immer mehr miteinander, so dass sich die Darstellung dem planen Bildträger anzupassen scheint. In den Stillleben werden Tisch, Wand und Teppich zu Farbstreifen oder Farbkacheln, auf denen die Gegenstände im Bildfeld additiv so arrangiert werden, dass durch Farbverteilung und Formwiederholung Harmonie und Ausgewogenheit entsteht.

## Übermalungen
Mittels radiologischer Untersuchung konnte von Platen im Rahmen ihrer Dissertation zu Adam nachweisen, dass der Künstler einige seiner früheren Gemälde auf der Vorderseite weiß übertüncht und auf der unbemalten Rückseite neu bemalt hat. Bei anderen übermalte er die Vorderseite. Indizien für eine Übermalung der Vorderseite erkannte von Platen in einer um 90 Grad gedrehten Signatur auf der Rückseite, auffallend dickem Farbauftrag auf der Vorderseite sowie einer Datierung, die mit der stilistischen Analyse des Gemäldes auf der Vorderseite nicht in Übereinstimmung gebracht werden konnte. Außerdem konnte von Platen Pentimenti nachweisen, die bezeugen, dass der Werkprozess mancher Gemälde Adams auch nach bereits erfolgter Ausstellung seiner Werke keinesfalls abgeschlossen war: Teilweise tilgte er nachträglich motivische Details oder ersetzte ein Detail durch ein anderes.

## Einflüsse
Adam gab als künstlerische „Wahlmeister“ die Maler Hans von Marées (seiner Haltung als Mensch wie als Künstler wegen), Honoré Daumier, die französischen und deutschen Impressionisten (wie Max Liebermann, Lovis Corinth), Paul Cézanne und Georges Braque, sowie die alten Meister Piero della Francesca, Jan Vermeer, Rembrandt und die Spanier und Italiener des 16./17. Jahrhunderts an.

## Wirkung und Rezeption
Von Platen analysierte für ihre Dissertation Zeitungsberichte und Reden zum Werk von Otto Adam und konnte feststellen, dass dieser bereits zu Lebzeiten in der Region breit und positiv rezipiert wurde. Ferner existieren diverse Porträts von befreundeten Malern und Malerinnen, die von Platen als Hommage an Otto Adam deutet. Auch die stete Würdigung Adams zu seinen Geburtstagen durch den Kunstverein Konstanz und die Städtische Wessenberg-Galerie Konstanz deuten in diese Richtung.
Allerdings gab es in den 60er Jahren Kritik an der Sezession Oberschwaben Bodensee, deren Mitglied Adam war. Die SOB, so der Vorwurf, bediene sich einer „abgegriffenen“ und „überkommenen Ausdrucksweise“ und geriere sich reaktionär, da sie nicht-figurative Strömungen für ihre Ausstellungen ausschloss. „Das fruchtbare Land rund um den Bodensee provoziert keine malerische und bildhauerische Fertilität“ kommentierte etwa die Tageszeitung Die Welt. Auch der kleine Kreis blieb im Vergleich zu den avantgardistischen Entwicklungen wie Pop Art und Informel traditionsverhaftet. Walter Manggold schrieb jedoch über Adams Werke: „Diese Kunst hat ihre Bedeutung in sich. Sie besteht für sich selbst, auch ohne Instrument des Zeitgeistes zu sein.“
Für seine Schüler ist der ehemalige Lehrer Adam bis heute präsent, wie von Platen im Rahmen ihrer Recherche für das Werkverzeichnis Adams feststellen konnte. Die Schüler beschreiben die Schulstunden bei ihm als „Lichtblicke“ und manche von ihnen schlugen die Laufbahn als Künstler ein. Zu ihnen gehören der in erster Linie als Schauspieler bekannte Helmut Everke und Johannes Dörflinger. Letzter studierte zunächst wie Adam an der Akademie in Karlsruhe. Dörflinger wurde stilistisch zwar nicht von Adam beeinflusst, verehrte Adam jedoch als bedeutenden Künstler der Stadt Konstanz und integrierte immer wieder Gemälde Adams in seine übermalten Polaroid-Fotografien. Manchen von Everkes Gemälden ist der stilistische und motivische Bezug zu Adam anzusehen.
Als Mentor agierte Adam, als er sich beim Konstanzer Kunstverein für ein Stipendium für den in Konstanz geborenen Wolfgang Glöckler einsetzte, der an der Staatlichen Akademie der Bildenden Künste Meisterschüler von Horst Antes wurde. Während Glöcklers Studienzeit pflegten beide regen künstlerischen Austausch und blieben auch später verbunden.
Seine Heimatstadt Konstanz ehrte den Maler Otto Adam, indem sie eine Straße nach ihm benannte.

## Ausstellungen (Auswahl)

### Einzelausstellungen
- zw. 1946 u. 1948: Otto Adam. Kaufhaus Sandoz, Rohanstraße, Ettenheim.
- 1951: Otto Adam. Ölgemälde, Aquarelle, Zeichnungen aus den Jahren 1949 und 1950. Kunstverein Konstanz im Wessenberghaus, 11. Februar – 11. März.
- 1959: Otto Adam. Buchhandlung Konstanzer Bücherschiff, Konstanz, 2.–30. Oktober.
- 1961: Otto Adam. Gemälde, Aquarelle, Graphik (anlässl. des 60. Geburtstags). Kunstverein Konstanz im Wessenberghaus, 27. August – 1. Oktober.
- 1963: Otto Adam. Freunde zeitgenössischer Kunst, Praxis Dr. Kurt Scholz, Conrad-Gröber-Str., Konstanz am 3. März.
- 1964: Otto Adam. Galerie Latzer, Kreuzlingen (Schweiz), 1.–29. Februar.
- 1966: Otto Adam (anlässl. des 65. Geburtstags). Kunstverein Konstanz im Wessenberghaus, 23. Oktober – 20. November
- 1969: Otto Adam. Galerie Stuckert, Konstanz, 11. Oktober – 8. November
- 1972: Otto Adam. Gemälde, Aquarelle, Zeichnungen, Überblicksschau (anlässl. des 70. Geburtstags). Kunstverein Konstanz im Wessenberghaus, vom 8. Oktober – 10. November

postum
- 1974: Otto Adam. Handzeichnungen. Städtische Wessenberg-Galerie Konstanz, 1.–29. Dezember
- 1981: Otto Adam (anlässl. des 80. Geburtstags). Städtische Wessenberg-Galerie Konstanz, 5. April – 2. Mai
- 1985: Otto Adam. Galerie Art-Treff Konstanz, 18. August–?
- 1998: 30. Kunstausstellung Allensbach. Sonderausstellung Otto Adam. Gemeinde Allensbach, Grund- und Hauptschule Allensbach, 08.08.–06.09.
- 2011: See und Süden. Der Maler Otto Adam 1901–1973 (Retrospektive anlässl. des 110. Geburtstags). Städtische Wessenberg-Galerie Konstanz, 21. Mai – 28. August

### Gruppenausstellungen
- 1951: Malerei im Hegau und am Untersee. Stadt Singen, Ekkehardschule, 26. August – 9. September
- 1951: Badische Secession. Ausstellungsleitung München e. V. Haus der Kunst, München, 25. Oktober –23. Dezember
- 1951: Sezession Oberschwaben-Bodensee. Kunstverein Konstanz im Wessenberghaus, 1.–31. Mai
- 1952: SOB. Sezession Oberschwaben. Malerei, Graphik, Plastik. Spendhaus Reutlingen, 15.–29. Juni Weitere Stationen: Amerikahaus Stuttgart, 01.07.–13.07. Kunstverein Konstanz im Wessenberghaus vom 07.09.–05.10.
- 1952: Bildende Hände. 1. Kunstausstellung in Baden-Württemberg, Kultusministerium Baden-Württemberg und Stadt Stuttgart, Höhenpark Killesberg, Stuttgart, 23. November – 24. Dezember
- 1953: Bildende Kunst im Bodenseeraum von der Romantik bis zur Gegenwart. Kunstverein Konstanz und Stadt Konstanz, Wessenberghaus, Juli bis Oktober
- 1953: Wanderausstellung durch Ohio und andere Staaten in den USA
- 1954: Ausstellung Neue Deutsche Kunst am Bodensee. Malerei und Plastik. Kunstverein Schaffhausen, Museum zu Allerheiligen Schaffhausen (Schweiz)
- 1954: SOB 1954. Sezession Oberschwaben-Bodensee. Malerei, Graphik, Plastik. Kunstverein Ulm Museum, 16. Mai – 7. Juni
- 1954: Scala. Eine Ausstellung der Sezession Oberschwaben-Bodensee 1954. Württembergischer Kunstverein, Kunstgebäude Stuttgart, 17. Juli – 22. August
- 1955: Kunstausstellung B-W 1955. Württembergischer Kunstverein Stuttgart, ohne nähere Angabe
- 1956: SOB. Sezession Oberschwaben-Bodensee mit Gästen, 8. Ausstellung, Sommerausstellung der Stadt Konstanz. Kunstverein Konstanz im Wessenberghaus, 30. Juni – 15. September (verlängert bis 30. September)
- 1956: 111. Ausstellung Künstlerbund Baden-Württemberg. Stuttgart, 29. Juli –19. August
- 1957: SOB. Sezession Oberschwaben-Bodensee. Neunte Ausstellung. Kunstverein Kassel, Kulturhaus Kassel, 13. Januar –10. Februar
- 1957: SOB. Sezession Oberschwaben-Bodensee, Zehnte Ausstellung. Badischer Kunstverein Karlsruhe, 10.–31. März
- 1957: Sezession Oberschwaben-Bodensee, Elfte Ausstellung. Bodenseemuseum Friedrichshafen, 11. Oktober – 14. November
- 1957/1958: Sezession Oberschwaben-Bodensee, Zwölfte Ausstellung. Gesellschaft der Kunstfreunde e. V. Lindau, Stadtmuseum und Altes Rathaus Lindau, 29. November 1957 –10. Januar 1958 (verlängert bis 26. Januar)
- 1958: Badische Künstler 1958. Verbände Bildender Künstler Freiburg und Karlsruhe, Staatliche Kunsthalle Baden-Baden, 29. März –5. Mai
- 1958: Landeskunstausstellung des Künstlerbundes Baden-Württemberg. 100 Jahre Kunstverein Konstanz. Zeitgenössische Malerei, Graphik, Plastik. Wessenberghaus Konstanz, 14. Juni – 19. Oktober
- 1959: 12. Singener Kunstausstellung, Malerei, Grafik, Plastik im Hegau und am Untersee. Stadt Singen, Ekkehardschule, Singen, 2.–23. August
- 1960: 13. Singener Kunstausstellung, Malerei, Grafik, Plastik im Hegau und am Untersee. Stadt Singen, Ekkehardschule, Singen, 7.–28. August
- 1961: SOB. Sezession Oberschwaben-Bodensee mit Gästen. Gesellschaft der Kunstfreunde Lindau e. V. Museum und Rathaus Lindau, 26. März – 26. April
- 1961: SOB. Sezession Oberschwaben-Bodensee. Schloss Hohentübingen Tübingen, 3. September –1. Oktober
- 1961: Sezession Oberschwaben-Bodensee. Ravensburg, 6.–29. Oktober
- 1962: Sezession Oberschwaben-Bodensee. Römer-Pelizaeus-Museum, Hildesheim, 3. Juni – 1. Juli
- 1962: Sezession Oberschwaben-Bodensee. Museum Friedrichshafen, 3. August – 15. September
- 1962: Sezession Oberschwaben-Bodensee. Landolinshof Esslingen, 21. Oktober – 18. November
- 1963: Sezession Oberschwaben-Bodensee. Museum Ulm, 15.09.–13. Oktober
- 1964: SOB. Sezession Oberschwaben-Bodensee. Malerei, Graphik, Plastik. Kunstverein Konstanz im Wessenberghaus, 26. Juli – 30. August
- 1964: 17. Singener Kunstausstellung, Malerei, Grafik, Plastik. Ekkehardschule, Singen, 8.–30. August
- 1965: Künstler vom Bodensee. Malerei, Graphik Plastik. Ausstellung im Austausch mit der Berufsvereinigung der Bildenden Künstler Österreichs, Landesverband Salzburg. Kunstverein Konstanz im Wessenberghaus, Galerie im Mirabell Casino, Salzburg, 15. Juni – 15. Juli
- 1966: Sezession Oberschwaben-Bodensee, Malerei, Graphik, Plastik. Württembergischer Kunstverein, Kunstgebäude am Schlossplatz Stuttgart, 21. Juli –28. August
- 1966: Landschaft Bodensee-Oberschwaben von Künstlern gesehen. Städtisches Bodensee-Museum Friedrichshafen, 23. Juli – 28. August
- 1967: Sezession Oberschwaben-Bodensee. Reutlingen, 28. Mai – 18. Juni
- 1968: SOB 68, Sezession Oberschwaben-Bodensee. Kunstamt Berlin-Wilmersdorf
- 1969: Der kleine Kreis. Messkirch, 26. April – 4. Mai
- 1969: Der kleine Kreis. Kreissparkasse Ravensburg, 8. Juni – 4. Juli
- 1969: 22. Singener Kunstausstellung, Malerei, Grafik, Plastik. Stadt Singen, Ekkehardschule Singen, 2.–24. August
- 1970: 23. Singener Kunstausstellung, Malerei, Grafik, Plastik. Stadt Singen, Ekkehardschule Singen. 2.–23. August
- 1970: Sezession Oberschwaben-Bodensee. Säckingen, 15. August – 13. September
- 1971: "Der kleine Kreis". Malerei, Graphik, Plastik. Kunstverein Konstanz im Wessenberghaus Konstanz, 21. März – 25. April

postum
- 1973: 26. Singener Kunstausstellung, Malerei, Grafik, Plastik. Stadt Singen, Ekkehardschule Singen, 26. Juli – 19. August
- 1977: SOB Sezession Oberschwaben-Bodensee, Jahresausstellung 1977 „30 Jahre SOB“. Museum „Die Fähre“ Saulgau
- 1978: Kunstsammlung der Stadt Singen am Hohentwiel. Stadt Singen, Bürgersaal des Rathauses, 2.–17. Dezember
- 1979: Kunst um den Bodensee 1960–1975, 32. Singener Kunstausstellung. Bürgersaal Rathaus Singen, 7.–28. Juli; Weitere Stationen: Künstlerpalais Thurn und Taxis Bregenz, 11. August – 23. September; Haus Sonnenberg Frauenfeld, 6. Oktober – 4. November; Städtische Galerie Altes Theater Ravensburg, 16. November – 9. Dezember
- 1980: Kunsterzieher am Alexander von Humboldt-Gymnasium, Ausstellung zum 150jährigen Schuljubiläum. Städtische Wessenberg-Galerie, Konstanz, 26. September – 25. Oktober
- 1986: Kunstausstellung in Allensbach, 20 Jahre künstlerisches Schaffen rund um den Untersee, Sonderausstellung: Unvergessene Maler. Gemeinde Allensbach, Grund- und Hauptschule Allensbach, 19. Juli – 17. August
- 1993/1994: Klassische Moderne im deutschen Südwesten, die Sezession „Oberschwaben-Bodensee“. Mitglieder und Ausstellungen 1947–1957. Stadt Ochsenhausen, Fruchtkasten beim Kloster Ochsenhausen, 06.06.–18.07. Weitere Station: Landesvertretung Baden-Württemberg Bonn, 25. November 1993 – 7. Januar 1994
- 1996: 1901. Otto Adam, Sepp Mahler, Erwin Hennig, Walter Herzger. Orangerie Draenert Immenstaad, 2. Juni – 6. Juli
- 1997: Gruppenbild vor Landschaft, die Sezession Oberschwaben-Bodensee 1947–1985 – Städte Meersburg, Ochsenhausen, Ravensburg und Bodenseekreis. Städtische Galerie Altes Theater Ravensburg, 11. Mai – 15. Juni; Weitere Stationen: Schloss Maurach, 29. Juni – 10. August; Galerie im Fruchtkasten Ochsenhausen, 9. November – 14. Dezember; Neues Schloss Meersburg 22. März – 10. Mai 1998
- 1998: See-Blick. Deutsche Künstler am Bodensee im 20. Jahrhundert. Städtische Wessenberg-Galerie Konstanz, 9. Mai – 16. August
- 2002: „...ein Stück See muss zu sehen sein.“ Aus der Sammlung Frommknecht. Signal Versicherungen Hauptverwaltung Dortmund, 8. Mai – 4. Juni
- 2004: Werke großer Meister in Konstanz. Hegau-Bodensee-Galerie Singen, Aug. – 19. September
- 2010: Coco zu Besuch bei ihren Konstanzer Freunden, Tiere in der Kunst. Städtische Wessenberg-Galerie, 27. März – 6. Juni
- 2011: Adam-Hommage. Johannes Dörflinger / Ede Mayer / Werner Schlotter / Jan Peter Thorbecke. Kunstverein Konstanz im Wessenberghaus, vom 2. Juli bis 28. August

## Werke im Bestand von Museen (Auswahl)
Die Werke von Otto Adam befinden sich überwiegend in Privatbesitz, daneben besitzen die Regierungspräsidien Freiburg und Tübingen, sowie Museen, etwa das Kunstmuseum Singen am Hohentwiel und die Städtische Wessenberg-Galerie Konstanz, einzelne Werke.